# ریسک کشوری
ریسک کشوری، (به انگلیسی: Country Risk) ریسک سیاسی و اقتصادی یک کشور، به تمایل یا امکان انجام به موقع تعهدات می‌باشد. توجه به درجه‌بندی یا رتبه‌بندی اعتباری یک کشور، نقش مهمی در کاهش این نوع ریسک دارد؛ یعنی هر چه رتبه اعتبار کشوری بالاتر باشد، ریسک کشوری کمتر خواهد بود و از طرفی اطمینان بیشتری به سرمایه‌گذاری، در کشورهای رتبه‌بندی شده، نسبت به کشورهای رتبه‌بندی نشده، وجود دارد.
ریسک کشور می‌تواند نرخ بازده مورد انتظار در سرمایه‌گذاری را کاهش دهد و باید در هنگام سرمایه‌گذاری در آن سوی مرزها در نظر گرفته شود. بعضی از انواع ریسک کشور دارای پوشش کارآمد نیستند. سایر ریسک‌ها، مثل ریسک نرخ مبادله ارز می‌توانند با یک ضرر حاشیه‌ای از سود محافظت شود.